# Quaama
Quaama är en ort i Australien. Den ligger i kommunen Bega Valley och delstaten New South Wales, i den sydöstra delen av landet, omkring 310 kilometer sydväst om delstatshuvudstaden Sydney. Antalet invånare är 141.
Runt Quaama är det mycket glesbefolkat, med 5 invånare per kvadratkilometer.. Närmaste större samhälle är Bermagui, omkring 18 kilometer öster om Quaama. 
I omgivningarna runt Quaama växer i huvudsak städsegrön lövskog. Genomsnittlig årsnederbörd är 1 127 millimeter. Den regnigaste månaden är juni, med i genomsnitt 166 mm nederbörd, och den torraste är juli, med 11 mm nederbörd.